# Ted Hughes
Ted Hughes (tên thật là Edward James Hughes, 17 tháng 8 năm 1930 – 28 tháng 10 năm 1998) – nhà thơ, nhà văn Anh. Các nhà phê bình coi Ted Hughes là một trong những nhà thơ xuất sắc nhất của thời đại ông. Năm 1984, ông được bầu là Thi sĩ Hoàng gia (Poet Laureate) trước khi chết. Năm 2008 tạp chí Time xếp Hughes ở vị trí thứ 4 trong danh sách "50 nhà văn Anh vĩ đại nhất kể từ năm 1945". Ngày 22 tháng 3 năm 2010 có tuyên bố chính thức rằng năm 2011 nhà thơ sẽ được mai táng tại Góc Thi sĩ (Poets' Corner) của Tu viện Westminster danh tiếng.

## Tiểu sử
Hughes sinh ngày 17 tháng 8 năm 1930 ở Mytholmroyd, West Yorkshire trong một gia đình có ba người con. Năm Hughes lên 7 tuổi gia đình chuyển đến Mexborough, South Yorkshire. Hughes học ở trường phổ thông và tài năng văn học đã bộc lộ từ đây, các thầy cô giáo khuyến khích Hughes sáng tác. Năm 1954 Hughes tốt nghiệp Cao đẳng Pembroke thuộc Đại học Cambridge và năm 1959 nhận bằng thạc sĩ. Cuốn thơ đầu tay Đại bàng dưới mưa (The Hawk in the Rain, 1957) được giới phê bình đánh giá cao. Các tập thơ đáng kể tiếp theo: Lupercal, 1960; Wodwo, 1967; Crow, 1970...
Hughes cũng rất thành công ở các tác phẩm văn xuôi viết cho thiếu nhi. Những tác phẩm thành công nhất ở mảng này có thể kể đến: Gặp gỡ với đồng bào tôi (Meet My Folks, 1961); Đất cú vọ và dân chúng ở mặt trăng (Earth-Owl and Other Moon People, 1963); Người khổng lồ bằng sắt (The Iron Giant, 1968); Những khúc ca mùa (Season Songs, 1975); Dưới ngôi sao bắc cực (Under the North Star, 1981); Chân lý là gì? (What is the Truth?, 1984).
Hughes kết hôn với nữ nhà thơ Mỹ Sylvia Plath, từ năm 1956 cho đến khi cô tự tử năm 1963 ở tuổi 30. Một số người theo phái nữ quyền đã buộc tội Hughes trong cái chết của Sylvia Plath, đặc biệt là những người hâm mộ thơ bà. Hughes không bao giờ trực tiếp trả lời những lời buộc tội như vậy nhưng tác phẩm Thư sinh nhật (Birthday Letters, 1998) đã phần nào nói đến mối quan hệ phức tạp này. Một số người coi đó là sự thanh minh chập nhận được, một số khác coi đó là sự bào chữa vụng về, trút bỏ trách nhiệm trong cái chết của nữ thi sĩ. Tác phẩm "The Hawk in the Rain" của ông đã đoạt Giải Somerset Maugham năm 1960. Tập thơ nhận được nhiều giải thưởng trong năm 1998.
Hughes mất ngày 28 tháng 10 năm 1998 ở North Tawton.

## Tác phẩm
Thơ:
- 1957 The Hawk in the Rain (Đại bàng dưới mưa)
- 1960 Lupercal
- 1967 Wodwo
- 1970 Crow: From the Life and the Songs of the Crow
- 1972 Selected Poems 1957-1967
- 1975 Cave Birds
- 1977 Gaudete
- 1979 Remains of Elmet' (with photographs by Fay Godwin)
- 1979 Moortown
- 1983 River
- 1986 Flowers and Insects
- 1989 Wolfwatching
- 1992 Rain-charm for the Duchy
- 1994 New Selected Poems 1957-1994
- 1997 Tales from Ovid
- 1998 Birthday Letters (Thư sinh nhật) — winner of the 1998 Forward Poetry Prize for best collection, the 1998 T. S. Eliot Prize, and the 1999 British Book of the Year award.
- 2003 Collected Poems

Văn:
- 1967 "Poetry Is," Doubleday (New York)
- 1967 Poetry in the Making: An Anthology of Poems and Programmes from "Listening and Writing. Faber (London) 1967.
- 1992 Shakespeare and the Goddess of Complete Being Farrar, Straus, and Giroux (New York)
- 1993 A Dancer to God Tributes to T. S. Eliot. (Editor) Farrar, Straus, and Giroux (New York)
- 1994 Winter Pollen: Occasional Prose. (Essay collection). Edited by William Scammell, Faber (London). Picador USA (New York) 1995.

Truyện thiếu nhi:
- The Earth Owl and Other Moon-People (Đất cú vọ và dân chúng ở mặt trăng, 1960)
- Meet my Folks! (Gặp gỡ với đồng bào tôi, 1961)
- How the Whale Became (1963)
- Nessie the Mannerless Monster (1964)
- The Iron Giant (Người khổng lồ bằng sắt, 1968)
- Coming of the Kings and Other Plays (1970)
- Season Songs (Những khúc ca mùa) (Illustrated by Leonard Baskin, xuất bản 1976)
- Under the North Star (Dưới ngôi sao bắc cực, 1981)
- What is the Truth? (Chân lý là gì?, 1984)

## Một vài bài thơ
| The Minister Of Poetry To Yehuda Amichai We were walking by the Labor Party Office one night on Hayarkon Street. The lights were on, and you said, "They are choosing the ministers for the new government. I should go in and tell them they need me as the Minister of Poetry." We walked on instead to read at the American Embassy There was a large crowd there, drinks and little sandwiches, a contextualizing speech by some professor with someone important mentioning something about a shortlist for the big prize and then the evening was over. But you remain, for me, from that night on always the Minister of Poetry. Theology "No, the serpent did not Seduce Eve to the apple. All that's simply Corruption of the facts. Adam ate the apple. Eve ate Adam. The serpent ate Eve. This is the dark intestine. The serpent, meanwhile, Sleeps his meal off in Paradise - Smiling to hear God's querulous calling." Lineage "In the beginning was Scream Who begat Blood Who begat Eye Who begat Fear Who begat Wing Who begat Bone Who begat Granite Who begat Violet Who begat Guitar Who begat Sweat Who begat Adam Who begat Mary Who begat God Who begat Nothing Who begat Never Never Never Never Who begat Crow Screaming for Blood Grubs, crusts Anything Trembling featherless elbows in the nest's filth" | Bộ trưởng Thơ ca Tặng Yehuda Amichai Buổi chiều hôm ấy anh và em thơ thẩn ngang qua văn phòng Công đảng ở phố Hayarkon Dưới ánh sáng đèn em nói rằng: "Người ta đang chọn lựa những Bộ trưởng cho chính phủ mới được bầu ra. Em muốn đến nói với họ rằng cần bầu tôi làm Bộ trưởng Thơ ca". Nhưng thay vì làm thế chúng mình lại đi xa để đến đọc thơ ở Sứ quán Mỹ. Ở đó người nghe đông vô kể có đồ uống và bánh xăng-uých nhỏ bài diễn văn của một vị giáo sư có nhắc đến một vị nào đó rất to và danh sách sơ tuyển để trao giải thưởng lớn. thế rồi cũng kết thúc đêm thơ. Nhưng kể từ đêm ấy với anh em là Bộ trưởng của Thơ ca mãi mãi. Thần học Không, con rắn chưa từng Dụ Eva ăn trái cấm Tấm cả chỉ đơn giản Là sự thật bị uốn cong. Adam ăn quả táo Eva ăn Adam Con rắn ăn Eva Trong ruột tối tăm. Nhưng con rắn, khi ấy Ngủ say trong thiên đường Và mỉm cười hân hoan Nghe lời Thiên Chúa gọi. Giống nòi Khởi thủy là Tiếng kêu Tiếng kêu sinh Máu Máu sinh ra Mắt Mắt sinh Nỗi sợ Nỗi sợ sinh Cánh Cánh sinh ra Xương Xương sinh ra Đá Đá sinh Hoa tím Hoa tím sinh Đàn Đàn sinh Mồ hôi Mồ hôi sinh Adam Adam sinh Maria Maria sinh Chúa Chúa sinh Hư vô Hư vô sinh Không bao giờ Không bao giờ, Không bao giờ Không bao giờ sinh Quạ Quạ đòi Máu Đòi Giun, mẩu Bánh mì Đòi bất cứ cái gì Đang rung rinh trong tổ. |

Bản dịch của Hồ Thượng Tuy